# Палатализация в славянските езици
Процесите на палатализация в славянските езици започват още в праславянския език и предизвикват съществени промени във фонетичната система, тясно свързани със закона за синхармонизма.
Палатализацията (омекотяването на съгласни) в праславянския език се дължи на следните причини:
- несричкотворната гласна i (и), придобила характер на полугласна j (й);
- влиянието на предните гласни;
- въздействието на други палатални (меки) съгласни.

Палатализацията в праславянския език не е еднократна, протича на няколко етапа, поради което в славистиката по традиция се говори за три палатализации, както и за палатализация на съгласните под влияние на j. Те представляват важни етапи в развитието на праславянската фонетика. Чрез тях фонемната система се увеличава: появяват се нови, палатализирани съгласни. Палатализациите играят важна роля в процеса на обособяване на славянските езици.

## Палатализация на съгласните под влияние на *j
Тази палатализация е много стара и има аналогия в балтийските езици и тохарския език. На палатализация от *j са подложени без изключение всички съгласни, които при това се сливат напълно с j.
Пример: k + j = č.
Някои учени предполагат, че тази промяна е протекла през междинен етап с удвояване или удължаване на съгласните:
k + j > k’k’ > ć > č.
Някои резултати от тази палатализация са еднакви за всички славянски езици, а други се различават.

### Еднакви резултати в славянските езици
| k |       | č | plakati: | plak+jo- | plačǫ |
| g |       | ž | lъgati:  | lug+jo-  | lъžǫ  |
| x | + j > | š | dyxati:  | dūx+jo-  | dyšǫ  |
| z |       | ž | mazati:  | maz+jo-  | mažǫ  |
| s |       | š | pisati:  | pis+jo-  | pišǫ  |

Тези резултати са еднакви на цялата славянска територия и са сходни с резултатите от първата палатализация, което говори за близост във времето на протичане на промените.

### Различни резултати в славянските езици
| r |       | r’      | tvoriti: | tvor+jo- | tvor’ǫ        |
| l |       | l’      | moliti:  | mol+jo-  | mol’ǫ         |
| n |       | n’      | goniti:  | gon+jo-  | gon’ǫ         |
| b | + j > | b’, bl’ | gubiti:  | gub+jo-  | gub’ǫ, gubl’ǫ |
| p |       | p’, pl’ | kupiti:  | kup+jo-  | kup’ǫ, kupl’ǫ |
| m |       | m’, ml’ | lomiti:  | lom+jo-  | lom’ǫ, loml’ǫ |
| v |       | v’, vl’ | loviti:  | lov+jo-  | lov’ǫ, lovl’ǫ |

Първоначално тези резултати са били еднакви за всички славянски езици. Те са запазени в съвременния български език, обаче в други славянски езици по-късно са настъпили промени:
- в чешкия език l се е сляло с l’, а в полския език l > ł, l’ > l;
- в чешкия език r’ > ř (= rž), а в полския език r’ > ž (правописно rz);
- при лабиалните съгласни вметнатото (епентетичното) l’ е характерно за източнославянските и някои южнославянски езици (без българския), напр. gubiti – gubl’ǫ:

гублю (руски);
gubię (полски);
губя (български).
Взаимоотношенията между двата типа резултати от тази палатализация не могат да бъдат изяснени напълно.

### Палатализация наtиdпод влияние на *j
Резултатите от палатализацията на t и d под влияние на *j са твърде разнообразни в славянските езици:
| Праславянски     | Праславянски         | tj          | světja                      | dj            | medja                     |
| Западнославянски | чешки                | c           | svíce                       | z             | meze                      |
| Западнославянски | лужишки              | c           | swěca                       | z             | mjeza                     |
| Западнославянски | полски               | c           | świeca                      | dz            | miedza                    |
| Западнославянски | словашки             | c           | svieca                      | dz            | medza                     |
| Източнославянски | руски                | č           | свеча                       | ž             | межа                      |
| Източнославянски | украински            | č           | свіча                       | ž             | межа                      |
| Източнославянски | беларуски            | č           | свячка                      | ž             | мяжа                      |
| Южнославянски    | сръбски, хърватски   | ć           | sveća                       | đ             | međa                      |
| Южнославянски    | словенски            | č           | sveča                       | j             | meja                      |
| Южнославянски    | български (книжовен) | št          | свещ                        | žd            | межда                     |
| Южнославянски    | български (диалекти) | kj č šč škj | свек’а свеча свешча свешк’а | gj dž ždž žgj | мег’а меджа межджа межг’а |

Разнообразието в резултатите свидетелства, че те са настъпили в края на праславянската епоха. В сравнение с всички други славянски езици, в българския се наблюдават най-много застъпници на праславянските *tj, *dj.

### Палатализация на групи съгласни под влияние на *j
Резултатите от палатализацията на групата ktj (kti) са същите като от tj:
- в старобългарския език: плеште, ношть;
- в староруския език: плече, ночь;
- в полския и чешкия език: plece, noc;
- в сръбския и хърватския език: pleća, noć;
- в словенския език: pleče, noč.

Резултатът от slj e šl’:
mysliti – myšl’enije.

## Палатализация на съгласните под влияние на окръжаващите ги гласни
Промените в този случай настъпват под влияние на предните гласни, въздействащи най-силно върху веларните съгласни k, g и x, при които настъпват промени, известни в славистиката като първа, втора и трета палатализация.

### Първа палатализация наk,g,x
Съгласните k, g, x се променят под влияние на предните гласни e, i, ě, ь и ę. Резултатът е следният:
- k > č: *kětūr > četyre;
- g > ž: *gwiv > živ;
- x > š: *duxě > duše.

Тези промени настъпват предимно при различни граматически форми в склонението и спрежението:
vьlkъ, vьlče (звателен падеж);
dělаахъ, dělaaše (минало несвършено време);
и т.н.

### Втора палатализация наk,g,x
Втората палатализация е значително по-нова от първата. При нея k, g, x се променят по следния начин:
- k > c:

*koina > cěna;
- g > dz / z:

*ghoil > dzělo;
- x > s / š (в западнославянските езици):

*duxi > dusi.
Под влияние на втората палатализация съчетанията gv и kv пред ě и i се развиват по различен начин в различните праславянски диалекти:
- в източните и южните диалекти настъпват промени:

- gv > dzv / zv:

gvězda > dzvězda, звезда
- kv > cv:

květъ > cvětъ, цвет (в руския език)
- в западните диалекти няма промени:

- gv:

gwiazda (полски);
hvězda (чешки);
- kv:

kwiat (полски);
květ (чешки).

### Трета палатализация наk,g,x
Третата палатализация е прогресивна, т.е. върху съгласните оказва влияние предимно предходната гласна (ь и ę), обаче следходната не трябва да е лабиализована. Резултатите са същите, както при втората палатализация:
ăvĭkā – ovьca;
vaĭnĭk – věnьсь;
stĭg – stьdza.
При третата палатализация се променят и чужди думи:
*kuningas > *kъnędzь.

### Палатализация на групи съгласни
- По първата палатализация sk’, zg’, sx’ се променят:

- в šč, ždž, š в севернославянските говори;
- в št, žd, š в южнославянските говори:

dъska – dъštica;
razga – raždьje /клони/.
- По втората палатализация sk’ и zg’ се променят в st и zd:

l’udьsky –  l’udьstьji;
razga – razdě.

## Депалатализация
Депалатализацията е противоположен процес на палатализацията. При нея се наблюдава преминаване на предните гласни в задни. Това явление е от по-късните етапи на развитие на славянските езици. 
Засвидетелствана е депалатализация ě > a след j, č, ž и š. 
От по-късен етап е депалатализацията e > o в севернославянските езици, например в полския език:
nesǫtъ > niosą;
berǫtъ > biorą.
В източнославянските езици тази промяна се е осъществила по-късно, и то само в ударени срички: 
зеленый > зелёный (руски).